# Gasteracantha metallica
Gasteracantha metallica là một loài nhện trong họ Araneidae.
Loài này thuộc chi Gasteracantha. Gasteracantha metallica được Mary Agard Pocock miêu tả năm 1898.